# Departamento de Tecnologia da Universidade Estadual de Feira de Santana
O Departamento de Tecnologia da Universidade Estadual de Feira de Santana (DTEC) é o departamento da Universidade Estadual de Feira de Santana (UEFS) responsável pela área de tecnologia, sendo fundado em 1982 devido ao curso de Engenharia Civil.

## Cursos oferecidos
O DTEC é o departamento responsável pelos cursos de:
- Bacharelado

• Engenharia Civil
• Engenharia de Alimentos
• Engenharia de Computação
- Especialização (lato sensu)

• Gerenciamento da Construção Civil
- Mestrado (stricto sensu)

• Engenharia Civil e Ambiental

## Unidades
As seguintes unidades estão vinculadas ao DTEC:
• Estação Climatológica da UEFS
• Núcleo de Computação Aplicado a Engenharia
• Escritório de Engenharia Pública

## Laboratórios
O departamento possui dois complexos laboratoriais:
- LABOTEC I

• Durabilidade
• Eletricidade
• Estruturas
• Geotecnia
• Geotecnologia
• Hidráulica e Mecânica dos Fluidos
• Materiais de Construção
• Saneamento
• Tecnologia das Construções
- LABOTEC II

• Análise Físico-química de Alimentos
• Análise Sensorial
• Biotecnologia de Alimentos
• Carnes e Derivados
• Cereais e Panificação
• Desenvolvimento de Novos Produtos
• Engenharia Bioquímica
• Frutas e Hortaliças
• Leites e Derivados
• Operações Unitárias 2
• Operações Unitárias 3
• Qualidade de Alimentos
• Química de Alimentos
• Simulação de Processos
• Transferência de Calor e Massa